# أنطونيوس بيوس
الإمبراطور أنطونيوس بيوس وهو طِيطُس أورليوس أدريانوس أنطونيوس أغسطس بيوس ( 19 سبتمبر 86 م- 7 مارس 161 م) وكان الإمبراطور الروماني الخامس عشر ( 11 يوليو 138 م- 7 مارس 161 م).
كان أنطونيوس بيوس رابع الأباطرة الأنطونيين الرومان كان الرابع من خمسة اباطره جيدون "حكموا الإمبراطورية الرومانية من 96 إلى 180 م. وقيل انه لا يملك لقب "بيوس" حتى بعد توليه العرش. من المؤكد تقريبا انه حصل على اسم (لقب) "بيوس" نظرا لانه اضطر مجلس الشيوخ إلى تحدي هادريان.
كان تيتوس اوريليوس فولفوس بويونيوس آريوس من أسرة غالية أو فرنسية قديمة، وقد تدرج في المناصب ليصبح حاكماً على آسيا ، وفي سنة 138 م تبناه الإمبراطور هادريانوس، وما لبث ان توفي فخلفه تيتوس واتخذ اسم أنطونيوس. وكان حكمه الذي ساده السلام مميزاً بازدهار الفنون والأدب، والتجارة، والعمارة بتشجيع منه ورعاية . أما المشكلة الحقيقة الوحيدة التي كابدها فكانت مع البكتيين في اسكتلندا ، فاضطر إلى بناء سور ترابي هائل عبر البلاد، من فورث إلى كلايد، ويذكر الناس حكمه بكل تقدير، وقد لقب بيوس أي المبارك.

## بداية حياته

### طفولته وعائلته
وُلِد أنطونيوس بالقرب من لانويفيوم (لانويفيو حاليًا في إيطاليا) لتيتوس أوريليوس فولفوس وأريا فاديا. كان والده يعمل قنصلًا عام 89. تنحدر عائلته من سلاسة أوريليا التي استقرت في نيموسوس (منطقة نيم حديثًا). كان تيتوس أوريليوس فولفوس ابنًا لسناتور يحمل نفس الاسم، والذي كان بصفته مندوبًا عن فيلق جاليكا الثالث قد دعم فسبازيان في محاولته للوصول إلى المكتب الإمبراطوري وكوفئ بتعيينه قنصلًا. لذلك كانت عائلته سيناتورية جديدة نسبيًا من غاليا ناربونينسيس، وكان صعودها إلى الصدارة مدعومًا من الفلافيين. يفسر الرابط بين عائلة أنطونيوس ومقاطعة موطنهم الأهمية المتزايدة لوظيفة قنصل غاليا ناربونينسيس خلال أواخر القرن الثاني.
لم يكن لدى والد أنطونيوس أي أطفال آخرين، وتوفي بعد فترة وجيزة من توليه منصب القنصل العادي عام 89. نشأ أنطونيوس على يد جده غنايوس أريوس أنطونينوس، المعروف بين المعاصرين بأنه رجل نزيه ومثقف وصديق لبلينيوس الأصغر. كانت بعض أفراد عائلة أريوس أنطونينوس من أعضاء مجلس الشيوخ الأكبر سنًا من إيطاليا، وكان لهم سلطة وتأثير كبير في عهد نيرفا. تزوجت والدة أنطونيوس أريا فاديا بعد وفاة زوجها من القنصل بوبليوس جوليوس لوبوس، وأنجبا ابنتان، هما: أريا لوبولا وجوليا فاديلا.

### الزواج والأطفال
خلال الفترة الممتدة من 110 حتى 115، تزوج أنطونينوس من أنيا غاليريا فاوستينا الكبرى، ويعتقد بأن زواجهما كان سعيدًا. كانت فاوستينا ابنة القنصل ماركوس أنيوس فيروس (الثاني) وروبيليا فاوستينا (الأخت غير الشقيقة للأميرة فيبيا سابينا). كانت فوستينا امرأة جميلة، وعلى الرغم من الشائعات (غير المثبتة أساسًا) حول شخصيتها، فمن الواضح أن أنطونيوس كان مهتمًا بها بشدة.
أنجبت فوستينا من أنطونيوس أربعة أطفال: ولدين، وابنتين. وهم:
- ماركوس أوريليوس فولفوس أنطونينوس (توفي قبل عام 138)؛ عثر على نقش له عند ضريح هادريان في روما.[14][15]
  - ماركوس غاليريوس أوريليوس أنطونينوس (توفي قبل عام 138)؛ عثر على نقش له عند ضريح هادريان في روما،[16] ويظهر اسمه على عملة إمبراطورية يونانية.
- أوريليا فاديلا (توفيت في عام 135)؛ تزوجت من لوسيوس بلاوتيس لاميا سيلوانوس، القنصل 145. ويبدو أنهما لم ينجبا أي أطفال؛ عثر على نقش لها في ايطاليا.[17]
- أنيا غاليريا فاوستينا الصغرى (بين 125-130-175 م)، والتي أصبحت إمبراطورة رومانية لاحقًا. تزوجت من قريبها ماركوس أوريليوس عام 146 م.

حزن أنطونيوس جدًا بعد وفاته زوجته فاوستينا عام 141. تكريمًا لذكراها، طلب من مجلس الشيوخ تأليهها، وأذن ببناء معبد في الميدان الروماني باسمها، مع وجود كاهنات يخدمن في معبدها، وصنع عملات مختلفة مطبوعة عليها صورتها، وكتب عليها «ديفا فاوستينا» " DIVA FAUSTINA " وزينت بإتقان. كما أنشأ جمعية خيرية وأطلق عليها اسم «فتيات فاوستينا»، وهدفت إلى مساعدة الفتيات.
لم يتزوج الإمبراطور مرة أخرى. وعاش بدلًا من ذلك مع جاليريا ليسيسترات، إحدى نساء فاوستينا المحررات. كانت المعاشرة دون زواج شائعة في روما القديمة، وكان يختارها أحيانًا الرجال الأقوياء، وخاصة الأرامل مثل فسبازيان وماركوس أوريليوس. لا يمكن أن ينتج عيشهما المتشرك ذرية شرعية يمكن أن تهدد أي ورثة، مثل أنطونيوس. أيضًا، وبما أنه لا يمكن للمرء أن يكون له زوجة وعلاقة معاشرة دون زواج في الوقت نفسه، تجنب أنطونيوس الضغوطات التي فرضت عليه من أجل الزواج من امرأة نبيلة من عائلة أخرى (فيما بعد، رفض ماركوس أوريليوس أيضًا التقدم لخطيبته السابقة سيونيا فابيا، شقيقة لوسيوس فيروس، بحجة حماية أطفاله، وبدأت علاقة معاشرة دون زواج معها بدلًا من ذلك).

## مواضيع مرتبطة
- الإمبراطورية الرومانية
- قائمة الأباطرة الرومان